# Nord Cotentin Hockey Plus
 (septembre 2018).
Si vous disposez d'ouvrages ou d'articles de référence ou si vous connaissez des sites web de qualité traitant du thème abordé ici, merci de compléter l'article en donnant les références utiles à sa vérifiabilité et en les liant à la section « Notes et références ».
Le Nord Cotentin Hockey Plus est un club de hockey sur glace basé à Cherbourg en France. L'équipe porte le surnom des « Vikings de Cherbourg ». Le club a été créé par Madame Fabienne d'Hercourt-Posson pour la saison 1996-97 à la suite du dépôt de bilan du « Choc » (Cherbourg Hockey Club) qui évoluait alors en Division 1. À l'issue de la saison 2009-2010, où il évolue en division 2 (3e échelon national), le club cesse ses activités d'équipe de hockey sur glace.
Le club continu une activité de roller-hockey loisir avant de se lancer dans un championnat Nationale 3 en 2015 où il termine vice-champion et accède à la Nationale 2. Puis 2 saisons après avec une nouvelle place de vice-champion N2 monte en Nationale 1.

## Historique
Le Cherbourg Hockey Club, a participé pour la première fois au championnat de France de Division 3 lors de la saison 1983-84.

### L'ascension
Le Cherbourg Hockey Club connaît ses années de gloire au début des années 1990. En effet, le club devient champion de Division 3 lors de la saison 1991-92. Tout juste promu en Division 2, le Choc accède à la Division 1 après avoir manqué d'un cheveu le titre de champion de D2 en 1993-94. En effet, c'est pour une différence de but supérieure (de un but) à celle de Cherbourg que le titre a été remporté par les Drakkars de Caen. Après être monté successivement de trois divisions en quatre ans, Cherbourg, conduit par Dany Gélinas devient champion de Division 1 lors de la saison 1994-95.

### La chute
Toutefois le club n'accède pas au championnat de France Élite (le plus haut niveau du championnat de France) et reprend la compétition en D1 pour la saison suivante. Cherbourg continue sur sa lancée et devient vice-champion de la division en 1995/96, mais l'avenir s'obscurcit. En effet, de graves problèmes financiers contraignent le club au dépôt de bilan. Le Choc disparaît en 1996 mais il est remplacé par le Nord Cotentin Hockey Plus (NCHOP) qui reprend la compétition en Division 3.

### Le renouveau
Après avoir remporté le championnat de D3 lors de la saison 1998-99, le NCHOP remonte en Division 2, niveau auquel il évolue actuellement. Le club a cependant végété plusieurs saisons en D3 avant de retrouver la D2 en 2007-08. Au cours de la saison 2008-09, Cherbourg connaît des difficultés sportives et peine dans ce championnat. Le club joue les Play-down et termine troisième de sa poule de maintien ce qui est synonyme de descente en division inférieure. Cependant, le club est repêché par la Fédération Française de Hockey sur Glace à la suite du forfait de l'équipe de Font-Romeu. Les Vikings peuvent alors repartir en D2 pour la saison 2009-10. Le NCHOP s'appuie sur un effectif composé dans sa quasi-intégralité de jeunes joueurs français qui pour certains ont été formés au club.

### La fin?
Au terme de la saison 2009/2010 le club termine à la dixième et dernière place de la poule B de Division 2 mais décide de ne pas participer à la poule de maintien en raison de la rénovation future de la patinoire. Le club est contraint de cesser ses activités et ne peut participer à la saison 2010-2011.Cinq ans après la fermeture provisoire de la patinoire la ville de Cherbourg-Octeville n'a toujours pas donné de suite au dossier qui semble s'enliser.
Depuis le club s'est tourné vers le roller hockey, après avoir été vice champion de France de Nationale 3 en 2017, l'équipe première évolue en championnat nationale 2 pour la saison 2018/2019. Le club développe une équipe féminine tout en espérant qu'un projet de patinoire du bassin d'agglomération du Cotentin sera prochainement dans les sujets débattus au sein de la communauté d'agglomération.

## Palmarès
- Division 1 (2e échelon national) : 1995.
- Division 3 : 1992, 1999.

## Résultats saison par saison
| Saison    | Division   | Classement                     | Note                                      |
| --------- | ---------- | ------------------------------ | ----------------------------------------- |
| 2009/2010 | Division 2 | Poule B (10e)                  | Non participation à la poule de maintien  |
| 2008/2009 | Division 2 | Poule de maintien (3e)         | Relégué en Division 3: Repêché            |
| 2007/2008 | Division 2 | Poule ouest (8e)               |                                           |
| 2006/2007 | Division 3 | Poule finale nord-ouest (2d)   | Repêché: Montée en Division 2             |
| 2005/2006 | Division 3 | Première phase (5e)            |                                           |
| 2004/2005 | Division 3 | Deuxième phase nord-ouest (2d) |                                           |
| 2003/2004 | Division 3 | Poule nord A (5e)              |                                           |
| 2002/2003 | Division 3 | Groupe ouest (5e)              |                                           |
| 2001/2002 | Division 2 | Poule nord (12e)               | Relégué en Division 3                     |
| 2000/2001 | Division 2 | Poule nord (3e)                |                                           |
| 1999/2000 | Division 2 | Poule A (6e)                   |                                           |
| 1998/1999 | Division 3 | Champion                       | Montée en Division 2                      |
| 1997/1998 | Division 3 | Deuxième phase (3e)            |                                           |
| 1996/1997 | Division 3 | Troisième                      |                                           |
| 1995/1996 | Division 1 | Vice-champion                  | Dépôt de bilan : Rétrogradé en Division 3 |
| 1994/1995 | Division 1 | Champion                       |                                           |
| 1993/1994 | Division 2 | Vice-champion                  | Montée en Division 1                      |
| 1992/1993 | Division 2 | Septième                       |                                           |
| 1991/1992 | Division 3 | Champion                       | Montée en Division 2                      |
| 1990/1991 | Division 3 | Phase régionale (3e)           |                                           |
| 1989/1990 | Division 3 | Phase régionale (4e)           |                                           |
| 1988/1989 | Division 3 | Phase régionale                |                                           |
| 1987/1988 | Division 3 | Phase régionale (2d)           |                                           |
| 1986/1987 | Division 3 | Phase régionale                |                                           |
| 1985/1986 | Division 3 | Phase régionale                |                                           |
| 1984/1985 | Division 3 | Phase régionale                |                                           |
| 1983/1984 | Division 3 | Phase régionale                |                                           |

### Logos

Ancien logo
Dernier logo